# Gothawagen G4-61
Der Gothawagen G4-61 ist ein vierachsiger Gelenktriebwagen des VEB Waggonbau Gotha.
Er wurde auf Wunsch der Verkehrsbetriebe Erfurt und Dresden 1958/59 aus dem T57/B57 entwickelt.
Erfurt erhielt am 7. Oktober 1959 den ersten Prototyp (Tw 151), Dresden ein Jahr später den zweiten (Tw 2500). Die Typenbezeichnung war EGT59. Die wichtigste Neuerung beim G4-61 war der Einbau von Falttüren. Der vierachsige Gelenkwagen in Stahlleichtbauweise hat 35 Sitz- und 144 Stehplätze.
Beide Wagen unterscheiden sich sowohl voneinander als auch vom späteren Serienmodell. Der Erfurter Triebwagen hatte Gummiringfedern als seitliche Abdeckung der Gelenke und einen Unterflurfahrschalter StNFB 4 mit mittigem Schaltrad, der Dresdner Wagen hatte schon Faltenbälge, dafür ein höheres Stirnfenster und einen Fahrschalter mit Druckknopfsteuerung wie beim Dresdner Hechtwagen.
1961 wurden zwei Nullserienwagen gebaut, die nach Erfurt geliefert wurden und dort unter den Nummern Tw 152 und Tw 153 eingereiht wurden. Sie hatten im Vergleich zu den zuvor gebauten Wagen nur noch kleine Klappfenster wie der T59, Faltenbälge und eine kleinere Fahrerkabine. In der Serienproduktion wurde dann die Rückwand der Fahrerkabine gerade durchgezogen, was auch die Fensteranordnung an der linken Seite veränderte. Die klappbaren Fensteroberteile wurden im Vergleich zum Prototyp größer gebaut und waren nun baugleich mit denen des T2-62. Der Großteil der produzierten Wagen wurde ohne Heckkupplung ausgeliefert. Nur die Leipziger Wagen ab Tw-Nr. 1113 wurden mit der automatischen ESW-Kupplung ausgestattet. Die meisten Betriebe haben aber Kupplungen nachgerüstet. Meist wurde als Beiwagen der B 2-62 benutzt.
Während der Bauzeit wurden folgende Bauartänderungen vorgenommen:
- Einbau von Einrichtungen für den schaffnerlosen Betrieb
- Einbau von anderen Armaturen am Fahrerplatz
- ab 1964 andere Türantriebe
- ab 1964 fielen die Alu-Zierleisten weg

G4-61 wurden nach Erfurt, Leipzig, Magdeburg, Potsdam und Rostock geliefert, außerdem nach Tallinn und Lwow. Die Produktion für den Export wurde auch nach der Einführung des Nachfolgers G4-65 bis 1967 fortgesetzt.
Nach der Ausmusterung der Bahnen in mehreren Großstädten der DDR in den 1970er und 1980er Jahren wurden einige Fahrzeuge aus diesen Betrieben, insbesondere aus Leipzig, an die Rostocker Straßenbahn abgegeben. Grund hierfür war, dass Rostock erst ab 1989 neue Tatra-Straßenbahnen (des Typs T6A2) erhielt.
Der letzte planmäßig eingesetzte G4-61 (Triebwagen 730) lief bis zum 15. Juni 1996 in Rostock. In Rostock-Marienehe ist auch der einzige erhaltene Museumstriebwagen der Baureihe G4-61, der Triebwagen 1 (ex Triebwagen 701) beheimatet. Dieser war bis 1994 im planmäßigen Einsatz.

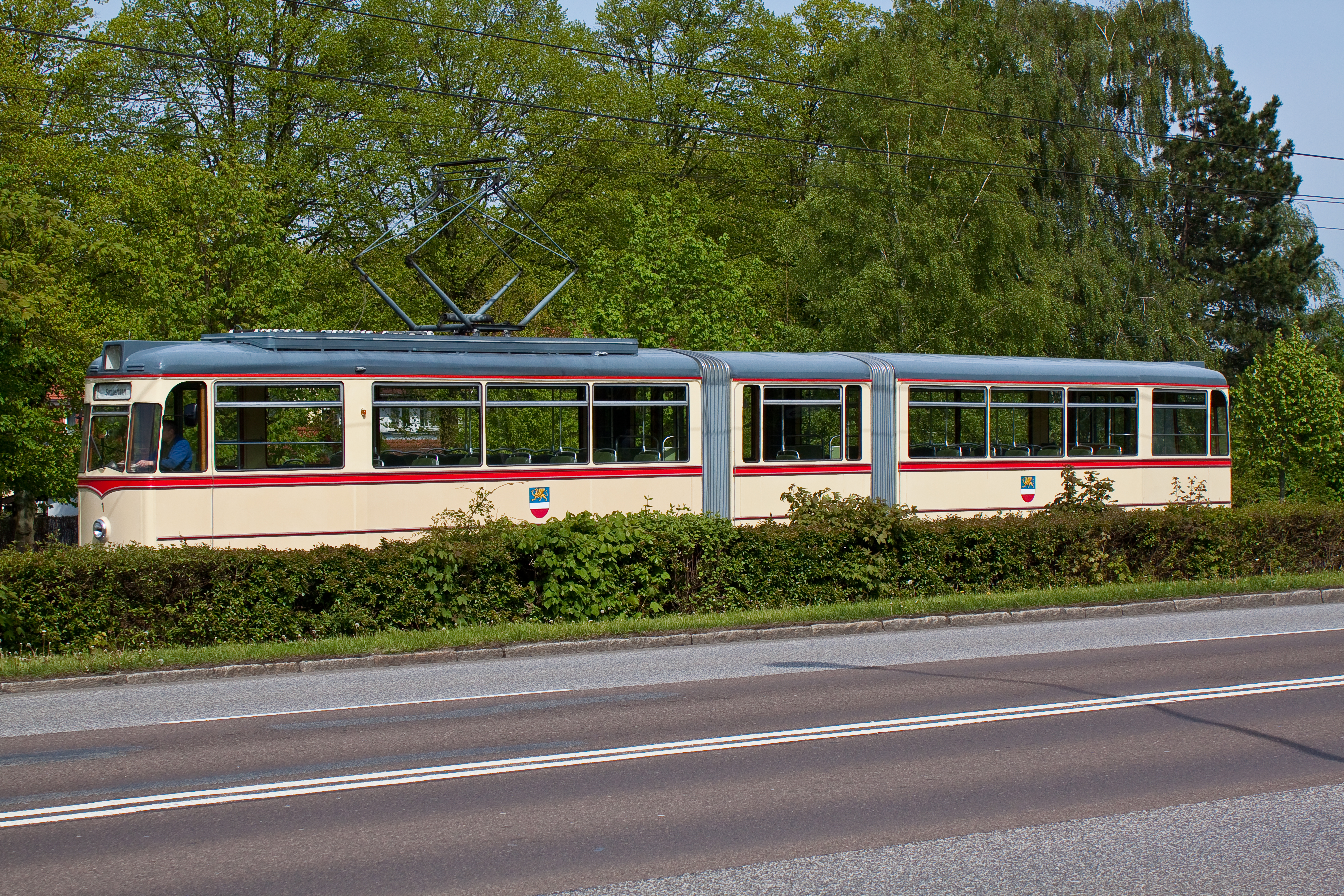
Triebwagen 1 in Rostock-Reutershagen im Mai 2010
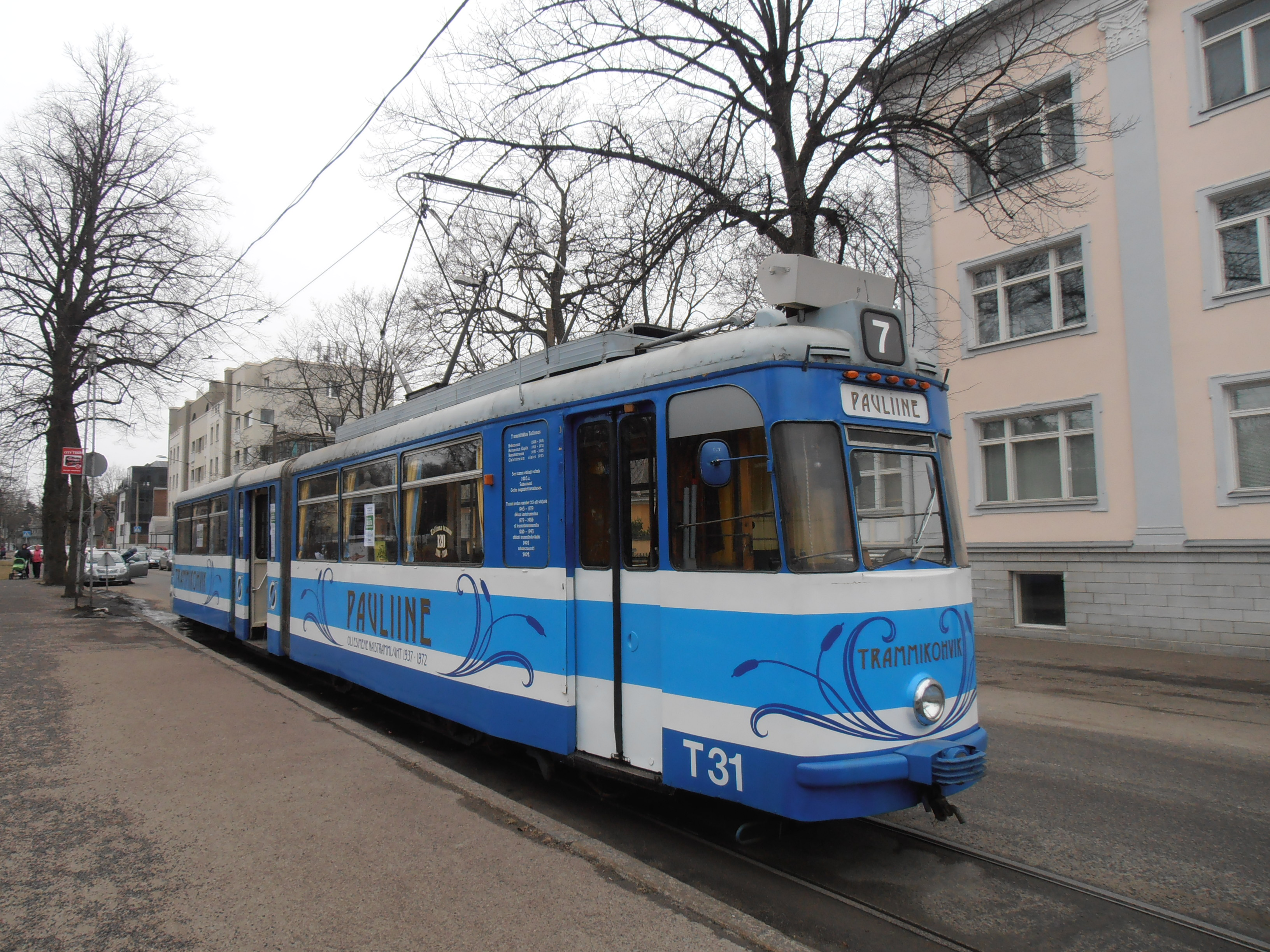
Gothawagen G4-61 aus Gotha 1967 in Tallinn 2012 als Cafè Pauliine